# 코마기네 키이타
코마기네 키이타(일본어: 駒木根 葵汰, 2000년 1월 30일 ~ )는 일본의 배우이다.

## 출연작

### TV 드라마
- 2021년 기계전대 젠카이저 - 고시키다 카이토 역

## 영화
- 기계전대 젠카이저 THE MOVIE 붉은 전투! 올전대 대집회!! - 고시키다 카이토 역